# Neulles
Neulles är en kommun i departementet Charente-Maritime i regionen Nouvelle-Aquitaine i västra Frankrike. Kommunen ligger  i kantonen Archiac som ligger i arrondissementet Jonzac. År 2022 hade Neulles 160 invånare.

## Befolkningsutveckling
Antalet invånare i kommunen Neulles
Referens:INSEE